# Katolické listy
Termínem Katolické listy se označují ty dopisy Nového zákona, které nejsou připisovány svatému Pavlovi. Slovo katolický má zde svůj původní význam, tj. „(vše)obecný“, neboť tyto listy, připisované jiným apoštolům, nejsou adresovány některé konkrétní komunitě (jako v případě listů sv. Pavla), takže jsou chápány jako „obecné“ (katolické), určené všem místním církvím. V starších verzích byly někdy označovány jako epistolae canonicae, ve starších českých překladech tedy „kanonické listy“ nebo „kanoniky“.
Jsou to následující knihy:
| České jméno    | Řecké jméno | Latinské jméno       | Zkratka |
| -------------- | ----------- | -------------------- | ------- |
| List Jakubův   | Ιακοβου     | Epistula Iacobi      | Jk      |
| 1. list Petrův | Πετρου Α    | Epistula I Petri     | 1 Pt    |
| 2. list Petrův | Πετρου Β    | Epistula II Petri    | 2 Pt    |
| 1. list Janův  | Ιωανου Α    | Epistula I Ioannis   | 1 J     |
| 2. list Janův  | Ιωανου Β    | Epistula II Ioannis  | 2 J     |
| 3. list Janův  | Ιωανου Γ    | Epistula III Ioannis | 3 J     |
| List Judův     | Ιουδα       | Epistula Iudae       | Jd      |

Vezmeme-li doslova význam slova „katolický“, pak sem listy 2. a 3. Janův nepatří, neboť jsou psány konkrétním adresátům. Do této skupiny byly zařazeny patrně spolu s 1 Jan.